# Luxemburg közigazgatása

## Körzetek és kantonok
Luxemburg 3 körzetre oszlik, amelyek további 12 kantonra és 116 önkormányzatra vannak osztva. Az önkormányzatok közül 12 rendelkezik városi ranggal, köztük a legnagyobb Luxembourg, az ország fővárosa. Az ország területén négy szavazókörzetet alakítottak ki.
| Luxemburg körzetei | A körzetek és kantonok neve (zárójelben a községek azaz önkormányzatok száma) 1. Diekirch - Diekirch (3) - Clervaux (2) - Redange-sur-Attert (9) - Vianden (11) - Wiltz (12) 2. Grevenmacher - Grevenmacher (6) - Echternach (4) - Remich (10) 3. Luxembourg - Luxembourg (7) - Capellen (1) - Esch-sur-Alzette (5) - Mersch (8) |

## Luxemburg önkormányzatai

Luxemburg 116 önkormányzata

### Városok

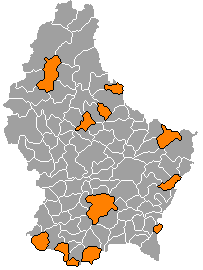
Luxemburg városai

- Diekirch
- Differdange
- Dudelange
- Echternach
- Esch-sur-Alzette
- Ettelbruck
- Grevenmacher
- Luxembourg
- Remich
- Rumelange
- Vianden
- Wiltz

## Fordítás
Ez a szócikk részben vagy egészben  a   Districts of Luxembourg című angol Wikipédia-szócikk fordításán alapul.  Az eredeti cikk szerkesztőit annak laptörténete sorolja fel. Ez a jelzés csupán a megfogalmazás eredetét és a szerzői jogokat jelzi, nem szolgál a cikkben szereplő információk forrásmegjelöléseként.
Ez a szócikk részben vagy egészben  a   Cantons of Luxembourg című angol Wikipédia-szócikk fordításán alapul.  Az eredeti cikk szerkesztőit annak laptörténete sorolja fel. Ez a jelzés csupán a megfogalmazás eredetét és a szerzői jogokat jelzi, nem szolgál a cikkben szereplő információk forrásmegjelöléseként.
Ez a szócikk részben vagy egészben  a   Communes of Luxembourg című angol Wikipédia-szócikk fordításán alapul.  Az eredeti cikk szerkesztőit annak laptörténete sorolja fel. Ez a jelzés csupán a megfogalmazás eredetét és a szerzői jogokat jelzi, nem szolgál a cikkben szereplő információk forrásmegjelöléseként.